# Gotthelf Bergsträsser
Gotthelf Bergsträsser (Oberlosa, 5 aprile 1886 – Berchtesgaden, 6 agosto 1933) è stato un linguista e orientalista tedesco specializzato in semitistica, considerato uno dei maggiori studiosi del XX secolo in tali campi del sapere.

## Biografia
Figlio d'un pastore, studiò filosofia, linguistica e filologia classica e semitica a Lipsia.
Fu professore nell'Università di Costantinopoli durante la prima guerra mondiale, quindi fu ufficiale nell'esercito tedesco di stanza in Turchia. Mentre si trovava lì, studiò i dialetti dell'arabo e dell'aramaico parlati in Siria e Palestina. Uno dei suoi lavori più famosi è la 29ª (ed ultima) edizione della Grammatica ebraica di Wilhelm Gesenius (1918 – 1929), che rimase incompleta in quanto contenente la sola fonetica e morfologia del verbo. Ampiamente apprezzata è anche la sua Einführung in die semitischen Sprachen (1928, trad. inglese Introduction to the Semitic Languages 1983); queste opere gli assicurarono fama internazionale di grande studioso.
Insegnò nel 1919 a Berlino come professore non titolare e l'anno seguente a Königsberg come professore ordinario. Nel 1922 fu a Breslavia, nel 1923 a Heidelberg e nel 1926 a Monaco, dove restò per il resto della sua vita, insegnando Semitistica.
Bergsträsser fu un grande studioso della cultura araba, in particolare della storia del testo coranico; egli lasciò incompiuti numerosi importanti lavori (incluso quanto restava da scrivere della sua Grammatica ebraica e della Grammatica dell'aramaico parlato), quando scomparve in maniera drammatica e inattesa in un'escursione in montagna nel 1933.
Il fatto che Bergsträsser fosse apertamente anti-nazista e che avesse aiutato numerosi suoi studenti ebrei tedeschi a mettersi in salvo fornisce la spiegazione della sua morte: secondo lo studioso egiziano Muḥammad Ḥamdī al-Bakrī, infatti, sarebbe stato uno studente di sentimenti nazisti che accompagnava il suo Maestro nell'escursione a spingere fuori dal sentiero Bergsträsser facendolo precipitare in una scarpata.